# Table de Cayley
 (mars 2022).
Si vous disposez d'ouvrages ou d'articles de référence ou si vous connaissez des sites web de qualité traitant du thème abordé ici, merci de compléter l'article en donnant les références utiles à sa vérifiabilité et en les liant à la section « Notes et références ».
Pour les articles homonymes, voir Table (homonymie).
Une table de Cayley est un tableau à double entrée. Lorsqu'un ensemble fini E est muni d'une loi de composition interne •, il est possible de créer un tableau qui présente, pour tous les éléments a et b de E, les résultats obtenus par cette loi • : à l'intersection de la ligne représentant a et de la colonne b se trouve a•b. Le tableau ainsi constitué est appelé table de Cayley du magma (E,•). Cette présentation est semblable à la table de multiplication et à la table d'addition des écoliers.
Les tables de Cayley permettent de faciliter l'étude des groupes finis. La donnée d'une telle table équivaut à celle de la structure du groupe qu'elle représente. On peut se référer à cette table pour effectuer des calculs, comme avec une table de multiplication. Certaines propriétés sont immédiatement visibles dans la table, comme la commutativité ou le fait que le magma donné soit un quasigroupe.
Ces tableaux sont ainsi nommés en l'honneur du mathématicien Arthur Cayley qui les présenta pour la première fois en 1854.
Exemple de table :
| * | a  | b  | c  |
| - | -- | -- | -- |
| a | a2 | ab | ac |
| b | ba | b2 | bc |
| c | ca | cb | c2 |

## Propriétés pour les groupes et quasi-groupes finis
- La ligne et la colonne dans la table de Cayley d'un groupe fini qui représentent l'élément neutre (typiquement écrits en premier) sont des copies de la ligne et de la colonne (respectivement) des entrées de la table. Cette propriété découle trivialement de la définition d'un élément neutre.

- Tous les éléments d'une ligne ou d'une colonne donnée dans la table de Cayley d'un groupe fini sont représentés exactement une fois, autrement dit, elle forme donc un carré latin.

- Dans le cas fini, la propriété de former un carré latin pour la table de Cayley d'une loi équivaut au fait que la loi confère à l'ensemble une structure de quasi-groupe.
- Voici un exemple de table de quasi-groupe possédant de plus un élément neutre, qui n'est pas une table de groupe par défaut d'associativité.

| * | e | a | b | c | d |
| - | - | - | - | - | - |
| e | e | a | b | c | d |
| a | a | e | d | b | c |
| b | b | c | e | a | d |
| c | c | d | a | e | b |
| d | d | b | c | a | e |

### Exemple pour les groupes d'ordres 1, 2, 3 et 4
Il apparaît de ces propriétés que les seuls groupes (à un isomorphisme près) d'ordres respectifs 1, 2, 3 et 4 sont représentés par les tables de Cayley suivantes ({\displaystyle e} représente l'élément neutre pour chaque groupe). La propriété des groupes finis que tout groupe fini d'ordre premier est isomorphe au groupe cyclique de cet ordre est ici illustrée pour les groupes d'ordre 2 et 3.
- Ordre 1 : il n'y a qu'un seul groupe d'ordre 1, soit le groupe trivial. Sa table de Cayley est la suivante.

| * | e |
| - | - |
| e | e |

- Ordre 2 : le seul groupe d'ordre 2 est cyclique. Sa table de Cayley est la suivante.

| * | e | a |
| - | - | - |
| e | e | a |
| a | a | e |

- Ordre 3 : le seul groupe d'ordre 3 est cyclique. Sa table de Cayley est la suivante.

| * | e | a | b |
| - | - | - | - |
| e | e | a | b |
| a | a | b | e |
| b | b | e | a |

- Ordre 4 : il y a deux groupes d'ordre 4 : le groupe cyclique d'ordre 4 et un groupe isomorphe à {\displaystyle (\mathbb {F} _{4},+)} où {\displaystyle \mathbb {F} _{4}} est l'ensemble sur lequel est défini le corps d'ordre 4. Leurs tables de Cayley respectives sont les suivantes.

| * | e | a | b | c |
| - | - | - | - | - |
| e | e | a | b | c |
| a | a | b | c | e |
| b | b | c | e | a |
| c | c | e | a | b |

| * | e | a | b | c |
| - | - | - | - | - |
| e | e | a | b | c |
| a | a | e | c | b |
| b | b | c | e | a |
| c | c | b | a | e |